# Umayalpuram K. Sivaraman
Umayalpuram K. Sivaraman (1935 – ) est l'un des meilleurs joueurs actuels de mridangam, le tambour de la musique carnatique, en Inde du Sud. Il est aussi à l'aise en solo qu'en accompagnement.